# 江藤義昭
江藤 義昭（えとう よしあき、1948年2月2日 - ）は、大分県出身の元プロボクサー。元日本ミドル級チャンピオン。新和ジム所属。

## 経歴
1965年プロデビュー。1968年9月19日、藤一を8回KOして日本ミドル級王座を獲得する。同年10月28日、赤坂義昭を破って初防衛に成功するが、二か月後の12月25日、強打ベンケイ藤倉に判定負け、二度目の防衛に失敗した。
しかし翌1969年4月23日、王者ベンケイを9回KOして雪辱、王座に返り咲く。同年9月、空位の東洋ミドル級王座を崔成甲と争って判定負け。これを最後に日本王座を返上して引退した。

## 通算戦績
25戦11勝（5KO）13敗1引分け